# Ignatius' breve
Ignatius' breve er en samling af syv breve, som Antiokias anden biskop Ignatius af Antiokia (30-107) sendte til en række menigheder i Romerriget. Skrifterne er den første kristne samling af breve udenfor Det Nye Testamente og blev til på en rejse, som Ignatius blev ført ad på vej til sit martyrium i Rom. Under rejsen mødte han udsendinge fra adskillige menigheder, og netop fem af de breve er skrevet til de menigheder, han blev kendt med. Derudover skrev han også et noget andet brev til Rom, den by han var på vej imod og et til Polykarp, bispekollegaen i Smyrna.

## Indledning

### Affattelse
De syv breve er skrevet på Ignatius' rejse som dødsdømt fange på vej til Rom i årene før 107. På rejsen opholdt han sig i en periode i Smyrna, hvor han skrev et brev til menigheden i Rom. I Smyrna fik han tillige besøg af udsendinge fra menighederne i Efesos, Magnesia og Tralles og lærte derigennem disse menigheder at kende. Senere kom han til Efesos, hvor han igen fik besøg, denne gang af biskopperne fra disse tre menigheder, og han giver dem hver et brev med hjem til deres menigheder. I Troas skriver han så også breve til menighederne i Filadelfia, Smyrna og et brev til Polykarp – biskoppen i Smyrna. Brevene var sandsynligvis samlet kort efter affattelsen, da Polykarp skrevr i Polykarps brev til filipperne:
| Citat | Både I [filipperne] og Ignatius skrev til mig, at hvis nogen kom til Syrien, skulle han også medbringe breve fra jer. Det vil jeg gøre, hvis jeg får en gunstig lejlighed til det, enten jeg selv eller den, som jeg sender som bud, også for jer. Vi sender jer Ignatius' breve, som var sendt til os fra ham, samt andre breve, som vi havde hos os, således som I har bedt om det. Pol. Fil. 13,2 | Citat |
|       | |       |

### Autensitet
I lang tid blev der sat spørgsmålstegn ved ægtheden af de syv breve, særligt fordi man mente det tredelte embede var af senere dato. Dog er forskerne i dag stort set enige om, at alle syv breve er forfattet af Ignatius af Antiokia.

## Indhold
Se mere om indhold under de enkelte breve:
1. Ignatius' brev til efeserne
2. Ignatius' brev til magneserne
3. Ignatius' brev til trallerne
4. Ignatius' brev til romerne
5. Ignatius' brev til filadelferne
6. Ignatius' brev til smyrnerne
7. Ignatius' brev til Polykarp

### Martyrium
Ignatius skriver først og fremmest om martyriet. Der foregik voldsomme forfølgelser af de kristne i kejser Trajans regeringstid (98-107), og Ignatius selv var på vej til at blive kastet for de vilde dyr, hvor han ifølge traditionen var den første, der led martyrdøden i Kolosseum. Derfor er det naturligt at hans breve særligt skildrer hans forhold til martyriet. Her tegnes et billede af martyriet som en kroning og den sikreste vej til Gud, og han beder romerne om ikke at bede for han udfrielse. Han skriver:
| Citat | Lad mig være et bytte for de vilde dyr, ved hvilke jeg kan nå til Gud. Jeg er Guds hvedekorn, og med de vilde dyrs tænder bliver jeg malet, for at jeg kan blive fundet at være et rent Kristi brød. Ign. Rom 4,2 | Citat |
|       | |       |

På den måde giver brevene et billede af den tidlige kirkes forherligelse af martyriet, som de kristne gav en særstilling.

### Embedet
Størst betydning har Ignatius' breve dog haft for hans beskrivelse af biskoppens stilling i menigheden, hvor han er arkitekten bag til det tredelte embede bestående af biskopper, presbytere og diakoner, som har været brugt gennem hele den kristne historie. Derved er det bevist, at en udbygget forståelse af embedet var i brug allerede ret tideligt i kirkehistorien, kun få år efter de sidste nytestamentlige skrifter var skrevet. Biskoppen har en særlig stilling for at skulle sikre enheden i kirken, som det siges i afslutningen til Ignatius brev til Polykarp:
| Citat | Forbliv i ham [ Kristus ] i enhed med Gud og biskoppen. Ign. Pol 8,3 | Citat |
|       |                                                                      |       |

### Kristologien
Ignatius giver i sine breve en stærk understregning af Jesus som sandt menneske og hans lidelsers realitet.
| Citat | Vær derfor døv, når nogen til taler jer uden Jesus Kristus, der var af Davids slægt, af Maria, han som i sandhed blev født, både spiste og drak, i sandhed blev forfulgt under Pontius Pilatus, i sandhed korsfæstet og døde... Ign. Tral 9,1 | Citat |
|       | |       |

Samtidigt understreger han også kraftigt Jesu guddommelig:
| Citat | Dog er vor Gud, Jesus Kristus, mere synlig, fordi han er i Gud. Ign. Rom 3,3 | Citat |
|       |                                                                              |       |

## Eksterne links
- Early Christian writings: on-line tekster af Ignatius' breve og kommentarer.